# عمل جراحی افزایش قد
عمل جراحی افزایش قد (به انگلیسی : Limb lengthening surgery) با کاربرد روش جراحی استئوتومی (برش استخوان) در هر دو ساق یا هر دو ران انجام می‌گیرد. در روش قدیمی تر دستگاهی از بیرون (اکسترنال فیکساتور) روی اندام مورد نظر نصب می‌گردد تا به تدریج با چرخش مهره‌های دستگاه فضای محل برش افزایش یابد. اما در روش های جدید نیل تلسکوپی درون استخوان قرار داده می شود و قطعه خارجی روی پا مانند روش اکسترنال فیکساتور قرار داده نمی شود. بدن انسان این توانایی را دارد تا در این فضای ایجاد شده بافت جدید را تولید کند و این خصوصیت بدن انسان است که امکان افزایش طول استخوان را فراهم می‌کند.

## چند نکته مهم
در ارتباط با این عمل قبل از تصمیم‌گیری به چند نکته مهم باید توجه داشت:
سرعت افزایش طول استخوان حداکثر روزی یک میلیمتر می‌باشد که در طول دوره افزایش متغیر است.
در طول دوره افزایش قد در صورتی که کار نیاز به ایستادن طولانی مدت یا راه رفتن زیاد داشته باشد امکان حضور در محل کار وجود ندارد.
در این مدت دستگاه اکسترنال فیکساتور روی هر دو ساق یا ران قرار دارد که ایجاد محدودیت و درد می‌کند.
تقریباً در تمام طول مدت افزایش باید فیزیوتراپی انجام گیرد.
برای افزایش قد شش سانتیمتر در صورتی‌که همه اصول رعایت شود از ابتدا تا انتها معمولاً حدود 11–12 ماه طول می‌کشد تا فرد به وضعیت عادی برگردد.
این عمل به هیج وجه برای افراد سیگاری یا افرادی که نوشیدنی های الکلی مصرف می کنند، سودمند نیست و اگر اصرار داشته باشند باید حداقل دو ماه از ترک آنها گذشته باشد.
در برخی از کشورهای جهان از جمله آمریکا، چین و ایتالیا جراحی افزایش قد بیش از چند دهه در حال انجام است.
اولین روش مورد استفاده برای این جراحی روش الیزاروف بوده‌است.